# Ketegan (Taman)
Ketegan is een bestuurslaag in het regentschap Sidoarjo van de provincie Oost-Java, Indonesië. Ketegan telt 6943 inwoners (volkstelling 2010).